# Alexander Aschauer
Alexander Aschauer (* 14. März 1992 in Wien) ist ein österreichischer Fußballspieler auf der Position eines Stürmers.

## Karriere
Alexander begann seine Karriere in der Jugend des SC Groß-Enzersdorf, wo er ab März 1998 spielte. Im Januar 2001 wechselte der Stürmer zur Jugendabteilung von Wiener Austria. Am 28. März 2008 debütierte er im Spiel gegen den DSV Leoben im Profifußball für die Austria Amateure und spielte die vollen 90 Minuten durch. Im Juli 2008 entschied er sich für einen Wechsel zu Red Bull Salzburg.
In Salzburg trainierte er zwar mit der 2. Mannschaft mit, musste aber am Anfang meistens für die AKA U-19 Mannschaft auf Torejagd gehen. Am 1. Spieltag der Saison 2008/09 gab Aschauer sein Zweitligadebüt für Salzburg gegen SKN St. Pölten. Zur Winterpause 2009/10 erhielt Aschauer im Alter von 17 Jahren einen Profivertrag bei Salzburg und war seit diesem Zeitpunkt Teil der ersten Mannschaft. Nachdem die Juniors in die Regionalliga West absteigen mussten, kam er auch in der zweiten Mannschaft häufiger zum Einsatz. Am 2. Oktober 2010 im Spiel gegen den SC Bregenz gelang ihm sein erster Hattrick und im ersten kleinen „Salzburger Derby“ in der Red Bull Arena gegen die violette Austria konnte er seinen ersten Doppelpack vor 5.500 Zuschauern bejubeln.
Die Hinrunde 2010/11 in der Regionalliga West beendete Aschauer mit zehn Toren in 16 Spielen. Das brachte ihm im Jänner 2011 den Wechsel zur zweiten Mannschaft des VfB Stuttgart ein. Der VfB verpflichtete Aschauer leihweise für eineinhalb Jahre bis Sommer 2012 und konnte den Spieler mit einer Kaufoption langfristig an den Verein binden. Die Stuttgarter verzichteten jedoch darauf, die Option zu ziehen.
Zur Saison 2012/13 wurde Aschauer für ein Jahr an Wacker Burghausen verliehen, kehrte aber bereits zur Winterpause zurück nach Salzburg und wurde an das Salzburger Farmteam, den österreichischen Regionalligisten FC Liefering, verliehen.
Am 2. September 2013 wurde sein Vertrag beim FC Red Bull Salzburg in beiderseitigem Einvernehmen aufgelöst, worauf Aschauer zum First Vienna FC und beim nächsten Saisonwechsel zum SC Austria Lustenau wechselte.
Zur Saison 2016/17 wechselte er zum deutschen Drittligisten SG Sonnenhof Großaspach, wo er einen bis Juni 2019 gültigen Vertrag erhielt. Nach einem Beinbruch im November 2017 kam er im restlichen Saisonverlauf nicht mehr zum Einsatz und löste seinen Vertrag bei Großaspach am Ende der Saison 2017/18 auf.
Daraufhin wechselte er zur Saison 2018/19 zum Regionalligisten FSV Frankfurt, bei dem er einen bis Juni 2019 laufenden Vertrag erhielt. Zur Saison 2019/20 wechselte er zum sechstklassigen 1. FC Normannia Gmünd.